# Hidrosztatikus csapágy

Hidrosztatikus csapágy működési elve

A hidrosztatikus csapágy a siklócsapágyak egy fajtája, ahol a tengelycsap és a csapágy futófelülete közti kenőolajfilmet nem hidrodinamikai folyamat alakítja ki, hanem szivattyú segítségével előállított folyadéknyomás.

## Működése

Hidrosztatikus csapágy vázlata

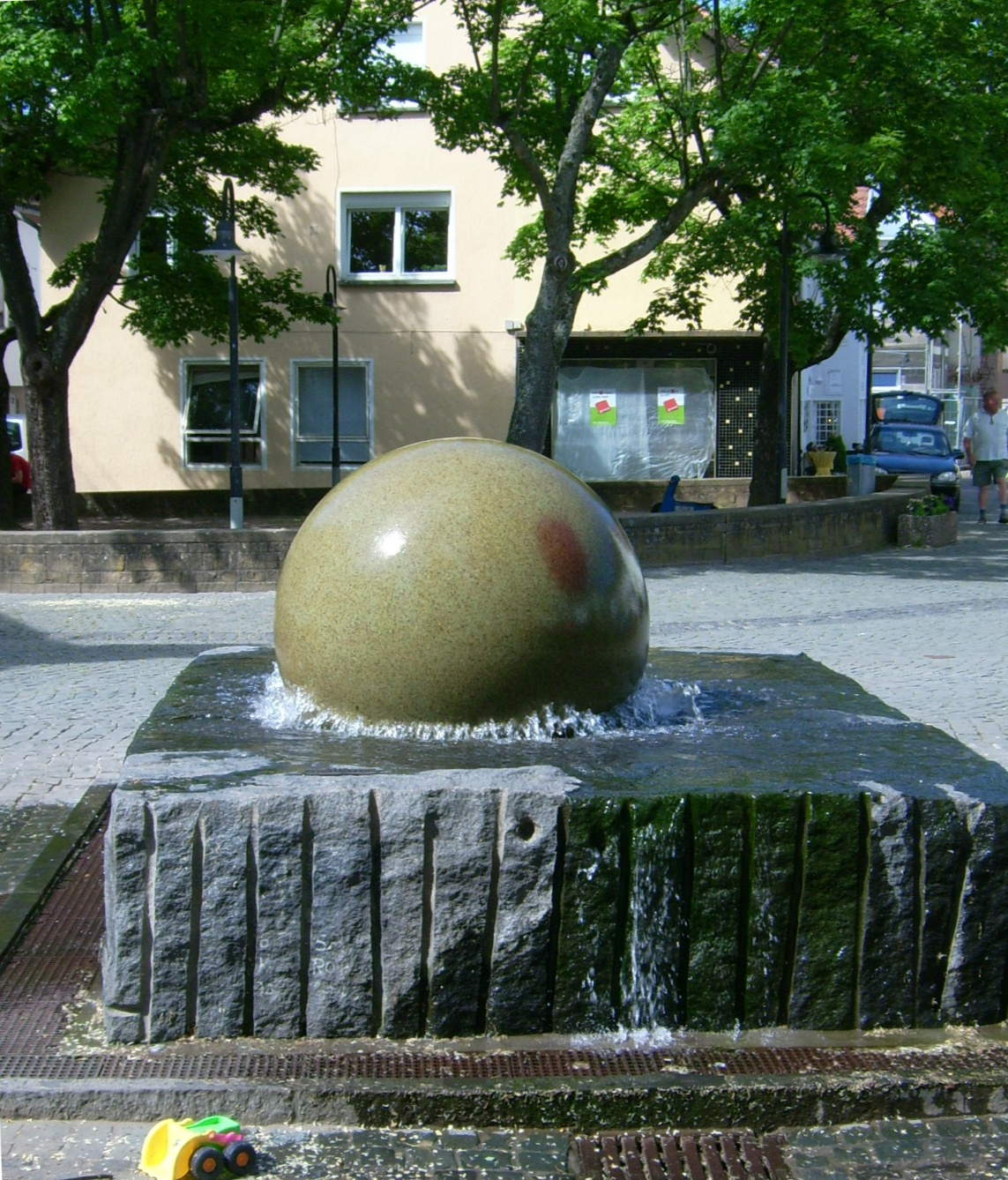
Hidrosztatikus ágyazású kőgolyó egy szökőkútban

Hidrosztatikus támcsapágy

Az ábra szerinti hidrosztatikus vezeték zsebébe felülről egy szűkítőnyíláson (fojtáson) keresztül folyadékot táplálnak. A szűkítőnyílás előtt a folyadék nyomását egy szivattyú (és legtöbbször nyomásszabályozó) közel állandó nyomáson tartja. A fojtás után a folyadék nyomása valamennyivel lecsökken, attól függően, hogy milyen nagy fojtást okoznak a rések a vezeték (alul) és a csúszólap (felül) között, melyen keresztül a folyadék távozik. Ha a rés csökken, a zsebben a nyomás megnő, ha a rés nő, a zseb nyomás csökken. Zseb nyomása az elfolyás nyomása és a szivattyú nyomása közé esik. Ha igen nagy a rés, a zseb nyomása az elfolyáséval lesz egyenlő, ha a rés eltűnik (a két felület egymáshoz tapad), a zsebben a nyomás a szivattyú utáni nyomással lesz egyenlő, hiszen leáll az áramlás. 
Ha a csúszólapra lefelé erő hat, akkor olyan méretű rés áll be önműködően, hogy a zsebben kialakult nyomásból származó erő éppen megegyezzen a terhelő erővel. Ha a terhelés nő, a rés szűkül, míg a kamranyomás növekedésével újra be nem áll az egyensúly és viszont. A csúszólap terhelhetősége a kamra területétől, és a szivattyú által előállított nyomástól függ. 
Nyilvánvaló, hogy ellentétben a hidrodinamikus csapággyal, a hidrosztatikus csúszólap működéséhez közömbös, hogy a folyadék viszkozitása milyen nagy, sőt a szerkezet akkor is működik, ha a közeg nem folyadék, hanem gáz, akár levegő is. Ezen az elven ipari sűrített levegővel működtetett köszörűgépet is használtak Magyarországon az 1960-as években (Pál-féle légköszörű). 
A hidrosztatikus csapágy működése hasonló, azonban ennél a zsebek a tengelyt veszik körbe. A zsebeket egymástól elválasztó résekbe hornyokat képeznek ki, hogy a működtető folyadék érintőirányban is szabadon elfolyhasson, az egyik kamrában kialakuló nyomás ne befolyásolja a szomszédos kamrák nyomását. Amennyiben viszkózus folyadékot használnak munkaközegként, a tengely gyors forgásakor hidrodinamikai erők is fellépnek és a zsebekben kialakuló nyomás is módosul.

## Előnyök és hátrányok
A hidrosztatikus és aerosztatikus csapágyak és vezetékek egyik előnye, hogy nyugalmi helyzetben is működnek, vagyis ilyenkor sincs fémes érintkezés a csapágy és a csap között. Ebből következik, hogy az ilyen ágyazásokon gyakorlatilag nem lép fel kopás, az tengely vagy a csúszka elmozdítása akármilyen kis erővel illetve nyomatékkal lehetséges. Egyik hátrányuk, hogy a működtetésük előtt indítani kell a szivattyút vagy kompresszort, és várakozni kell, míg a csapágy előtt a szükséges nyomás kialakul. Előny, hogy gyakorlatilag bármilyen folyadékkal vagy gázzal működtethetők, szélsőségesen alacsony és magas hőmérséklet esetén is üzembiztosak, szemben a hidrodinamikus siklócsapágyakkal, melyek kényesek a kenőfolyadék viszkozitására. Hátrányuk, hogy veszteségeik a szivattyú energiaigénye miatt nagyobbak a hidrodinamikus csapágyakénál és kényesek a kenőolaj vagy levegő tisztaságára, pormentességére. Előnyük, hogy a méretek és a nyomásviszonyok megválasztásával gyakorlatilag akármilyen merevségű ágyazás megvalósítható. Gördülőcsapágyakkal szemben előnyük, hogy osztott perselyekkel is készíthetők.

## Alkalmazása
A hidrosztatikus és aerosztatikus csapágyakat és vezetékeket szerszámgépekbe építik be. Nagy tömegű, pontos beállítást igénylő szerkezetek (radarantenna, távcső) ágyazására kiválóan alkalmas. Nagyteljesítményű gőz- gáz- és vízturbinákban is használják. A gőzturbinák forgórészét indítás előtt és leállás után lassan forgatni kell, hogy tengelyszimmetrikusan melegedjen át illetve hűljön le, egyébként a hőmérsékletkülönbségek elgörbíthetik a tengelyt és a lapátok és a ház közötti kis hézagok miatt nem lehet újraindítani a gépet. Az általánosan alkalmazott hidrodinamikus csapágyakban a forgatás kis szögsebességénél még nem alakul ki az olajfilm, ezért gyakran ideiglenes jelleggel ezeknél is hidrosztatikus rásegítést használnak ilyenkor. Magasabb hőmérsékleten dolgozó gépeknél (energetikai, kohászati gépeknél) a kőolajszármazékok használata tűzveszélyt okozhat, hidrosztatikus ágyazás esetén nem tűzveszélyes folyadék választható. Hidraulikus munkahengerek dugattyúrúdjának megvezetésére is gyakran használnak hidrosztatikus ágyazást. Ebben az esetben a csap nem forog az ágyban, hanem hosszanti mozgást végez.

## Külső hivatkozások
- Dr. Kamondi László: Előadásvázlat 5. Siklócsapágyak
- BME Gép- és Terméktervezés Tanszék: Csapágyak- jegyzet
- Dr. Németh István: Szerszámgépek építőelemei. BME jegyzet[halott link]
- HYDROSTATIC JOURNAL BEARINGS (angolul)